# Telson nicholsi
Telson nicholsi är en kräftdjursart som beskrevs av Ottis Robert Causey 1960. Telson nicholsi ingår i släktet Telson och familjen Telsidae. Inga underarter finns listade i Catalogue of Life.